# Ikh-Uul (Zavkhan)
Le sum d'Ikh-Uul (mongol : ᠶᠡᠬᠡ ᠠᠭᠤᠯᠠ
ᠰᠤᠮᠤ, cyrillique : Их-Уул сум, MNS : Ikh-Uul sum) est un district situé dans l'aïmag (ligue) de Zavkhan, en Mongolie.